# Damavand
Damavand  (perzijsko دماوند) je potencialno aktiven stratovulkan v gorovju Elburs v Iranu. Gora se nahaja v bližini južne obale Kaspijskega morja. S 5610 metri je najvišji vrh v Iranu in najvišji ognjenik v Aziji. Zadnji izbruh je bil okrog leta 5350 p.n.št (toleranca ± 200 let). Gora je zelo pomembna v Perzijski mitologiji in velja za iranski simbol boja proti despotizmu in tuji nadvladi. 